# Вишневе (Софіївська селищна громада)
Вишне́ве (в минулому — Мар'янівка, Баратівка) — село в Україні, у Софіївській селищній громаді Криворізького району Дніпропетровської області, Україна.
Населення — 843 мешканця.

## Географія
Село Вишневе розташоване на березі річки Кам'янка, вище за течією примикає смт Софіївка, нижче за течією на відстані 2 км розташоване село Олексіївка. Через село проходять автомобільні дороги Н11 та Т 0419.

## Історія
За даними на 1859 рік у власницькому селі Мар'янівка (Баратівка) Верхньодніпровського повіту Катеринославської губернії налічувалось 56 дворових господарств, у яких мешкало 282 особи (144 чоловічої статі та 138 — жіночої), існувала православна церква.
Станом на 1886 рік в селі, центрі Мар'янівської волості, було 69 дворів, у яких мешкало 448 осіб, існувала школа.
За переписом 1897 року кількість мешканців зросла до 597 осіб (284 чоловічої статі та 313 — жіночої), з яких 595 — православної віри.
У 1908 році кількість мешканців зросла до 809 осіб (410 чоловіків та 390 жінки), налічувалось 120 дворових господарств.
9 грудня 2014 року у селі невідомі завалили пам'ятник Леніну.

## Населення

### Мова
Розподіл населення за рідною мовою за даними перепису 2001 року:
| Мова       | Кількість | Відсоток |
| ---------- | --------- | -------- |
| українська | 795       | 94.30%   |
| російська  | 44        | 5.22%    |
| білоруська | 2         | 0.24%    |
| угорська   | 1         | 0.12%    |
| румунська  | 1         | 0.12%    |
| Усього     | 843       | 100%     |

## Економіка
- ТОВ «Агро Лайт».

## Об'єкти соціальної сфери
- Село газифіковане.
- Школа.
- Дитячий садочок.
- Фельдшерсько-акушерський пункт.
- Будинок культури.